# La Tronche
La Tronche település Franciaországban, Isère megyében. Lakosainak száma 6447 fő (2022. január 1.). La Tronche Corenc, Grenoble, Meylan, Quaix-en-Chartreuse, Saint-Martin-d’Hères és Saint-Martin-le-Vinoux községekkel határos.

## Népesség
A település népességének változása:
| Lakosok száma | 7993 | 6690 | 6454 | 6142 | 6657 | 6692 | 6596 | 6602 | 6559 | 6447 |
|               | 1968 | 1982 | 1990 | 2006 | 2013 | 2015 | 2017 | 2019 | 2020 | 2022 |